# Hüttenroda
Hüttenroda ist eine Hofgemeinde, jetzt Ortsteil von Unterbreizbach im Wartburgkreis in Thüringen.

## Lage
Hüttenroda liegt im Tal der Mosa an der Kreisstraße 103, die in der Nähe von Mühlwärts auf die Bundesstraße 84 trifft. Die geographische Höhe des Ortes beträgt 228 m ü. NN. Die Hofgemeinde ist in Ober- und Unterdorf (Hofwiesen) geteilt. Neben Ackerflächen und Talwiesen besitzen die Bauern der Hofgemeinde Wald und einen zwei Hektar großen Seeteich, der in der DDR für Bewässerung vorgesehen war. Jetzt wird er noch als Anglergewässer genutzt.

## Geschichte
Die urkundliche Ersterwähnung des Dorfes fand 1239 statt. Auf 148 Hektar Nutzfläche wurde einst Landwirtschaft betrieben.
Der Ort gehörte über Jahrhunderte zum hessischen Amt Vacha, welches ab 1815 zum Großherzogtum Sachsen-Weimar-Eisenach gehörte.
1956 war Hüttenroda laut Gemeindeverzeichnis DDR-1956 Ortsteil von Deicheroda (Territorialer Grundschlüssel 110111). 1975 wurden die Hofgemeinden Deicheroda, Mühlwärts, Hüttenroda und Mosa auf Beschluss des Rates des Kreises Bad Salzungen nach Sünna eingemeindet und sind seit 1996 Ortsteil der Einheitsgemeinde Unterbreizbach. Im Jahr 2012 wohnten 46 Personen in der Hofgemeinde.